# Calopsis gracilis
Calopsis gracilis là một loài thực vật có hoa trong họ Restionaceae. Loài này được (Nees ex Mast.) H.P.Linder mô tả khoa học đầu tiên năm 1985.